# Брагино (Кезький район)
Бра́гино (рос. Брагино) — присілок у складі Кезького району Удмуртії, Росія.

## Населення
Населення — 8 осіб (2010; 11 в 2002).
Національний склад станом на 2002 рік:
- удмурти — 100 %